# Contea di Franklin (Vermont)
La contea di Franklin, in inglese Franklin County, è una contea dello Stato del Vermont, negli Stati Uniti d'America. La popolazione al censimento del 2000 era di 45 417 abitanti. Il capoluogo di contea è St. Albans. Il nome le è stato dato in onore a Benjamin Franklin, famoso giornalista, diplomatico e inventore statunitense.

## Geografia fisica
La contea si trova nella parte settentrionale del Vermont. L'U.S. Census Bureau certifica che l'estensione della contea è di 1792 km², di cui 142 km² coperti da acque interne.
Il territorio è pianeggiante a ovest e si fa più montagnoso a est. Il fiume principale è il Missisquoi che sfocia nel Lake Champlain.

### Contee confinanti
- Municipalità regionale della contea di Brome-Missisquoi (Quebec, Canada) - nord
- Contea di Orleans - est
- Contea di Lamoille - sud-est
- Contea di Chittenden - sud-ovest
- Contea di Grand Isle - ovest

## Storia
L'area era abitata dai nativi Abenachi nel XVII secolo. La contea fu istituita nel 1792, prendendo parte della contea di Chittenden, e deve il suo nome a Benjamin Franklin.
La Contea di Franklin venne costituita il 15 gennaio 1877.

## Comuni
La Contea di Franklin conta 15 comuni, comprendenti 1 city e 14 town.
- Bakersfield - town
- Berkshire - town
- Enosburg - town
- Fairfax - town
- Fairfield - town
- Fletcher - town
- Franklin - town
- Georgia - town
- Highgate - town
- Montgomery - town
- Richford - town
- Sheldon - town
- St. Albans - (capoluogo) city
- St. Albans - town
- Swanton - town

### Villages
- Enosburg Falls - nel comune di Enosburg
- Swanton Village - nel comune di Swanton